# Kremlevaxskivling
Kremlevaxskivling (Hygrophorus russula) är en svampart som först beskrevs av Jakob Christan Schaeffer, och fick sitt nu gällande namn av Calvin Henry Kauffman 1918. Kremlevaxskivling ingår i släktet Hygrophorus och familjen Hygrophoraceae.  Arten är reproducerande i Sverige. Inga underarter finns listade i Catalogue of Life.

## Källor

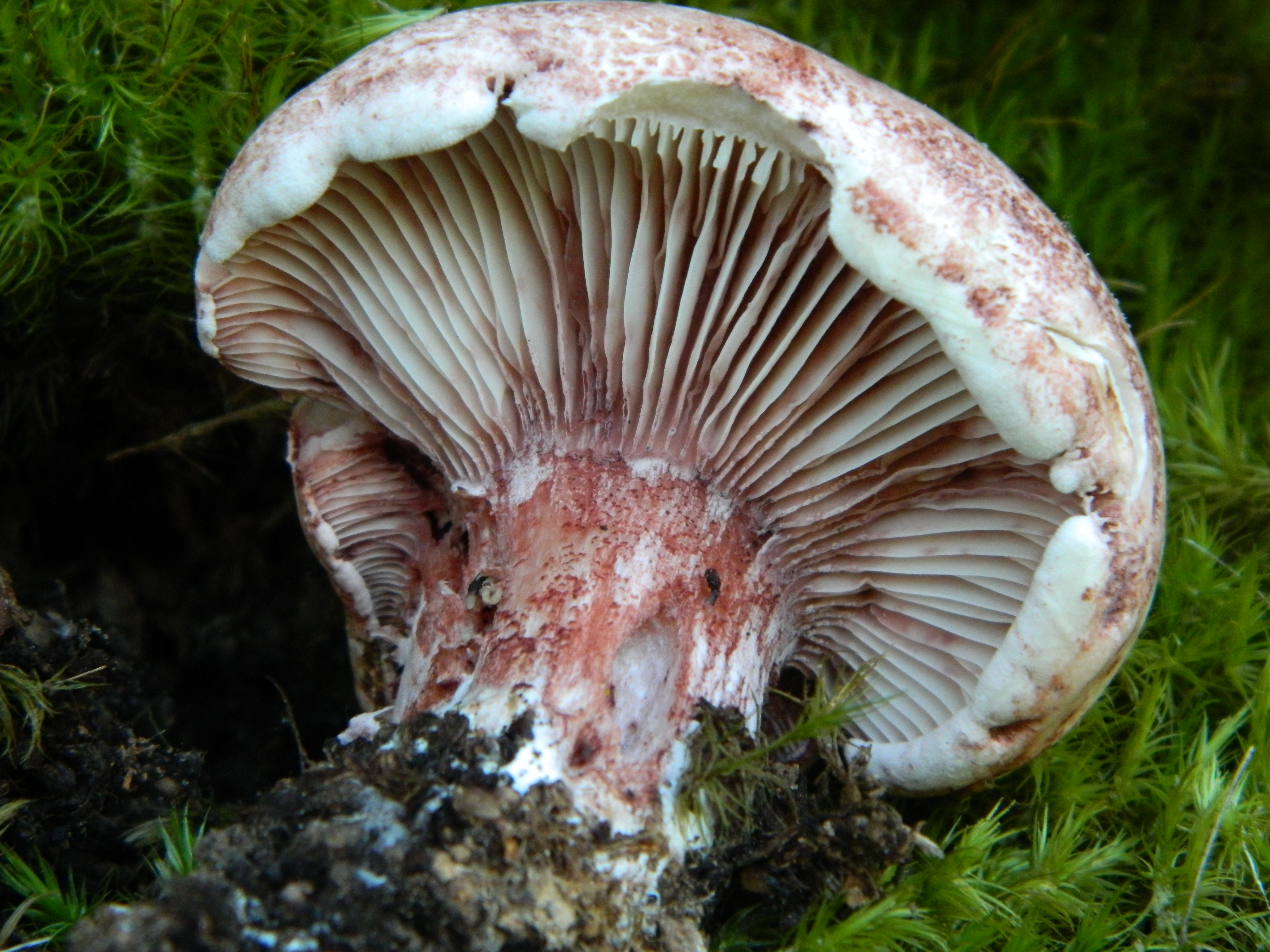
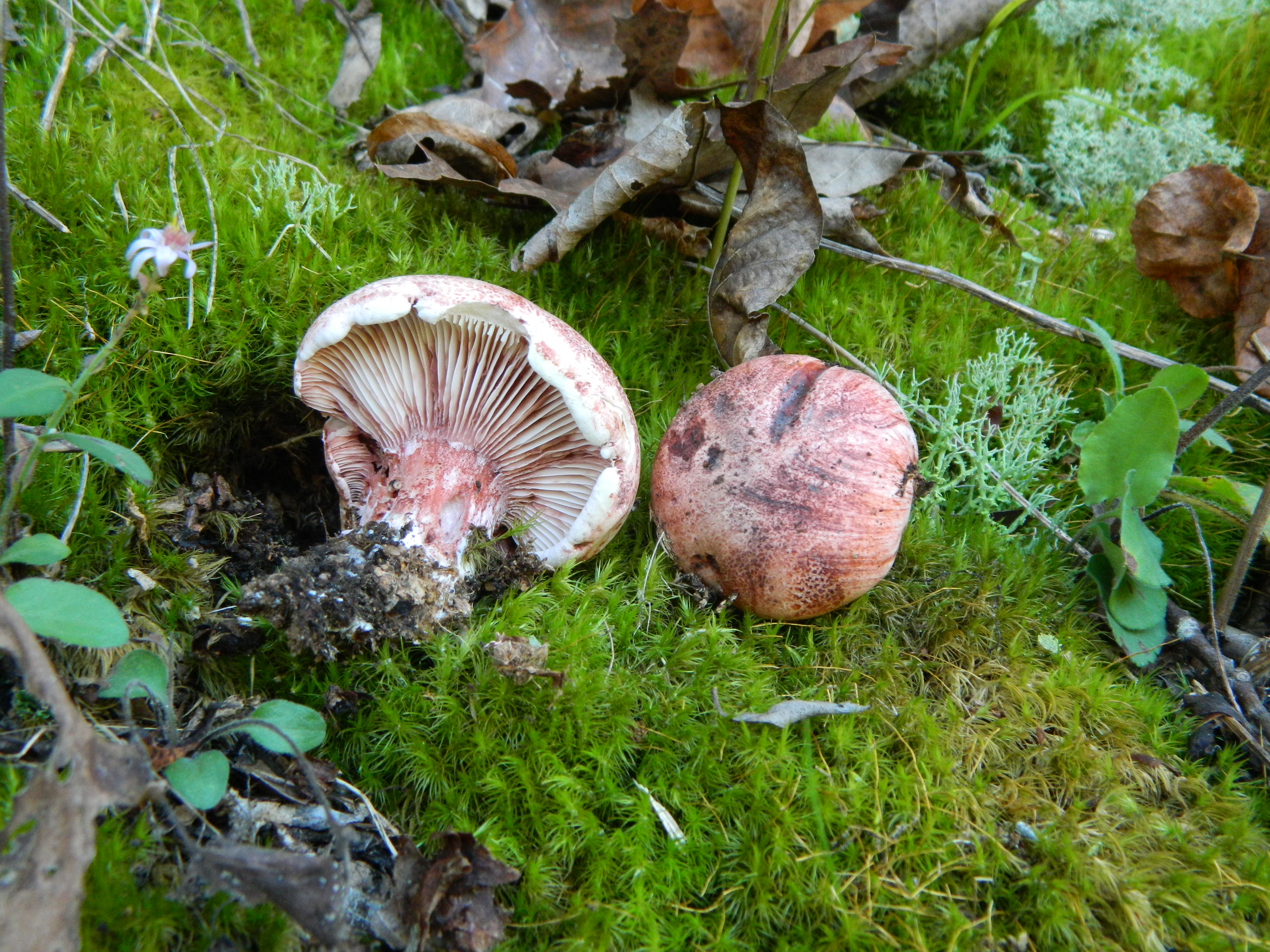
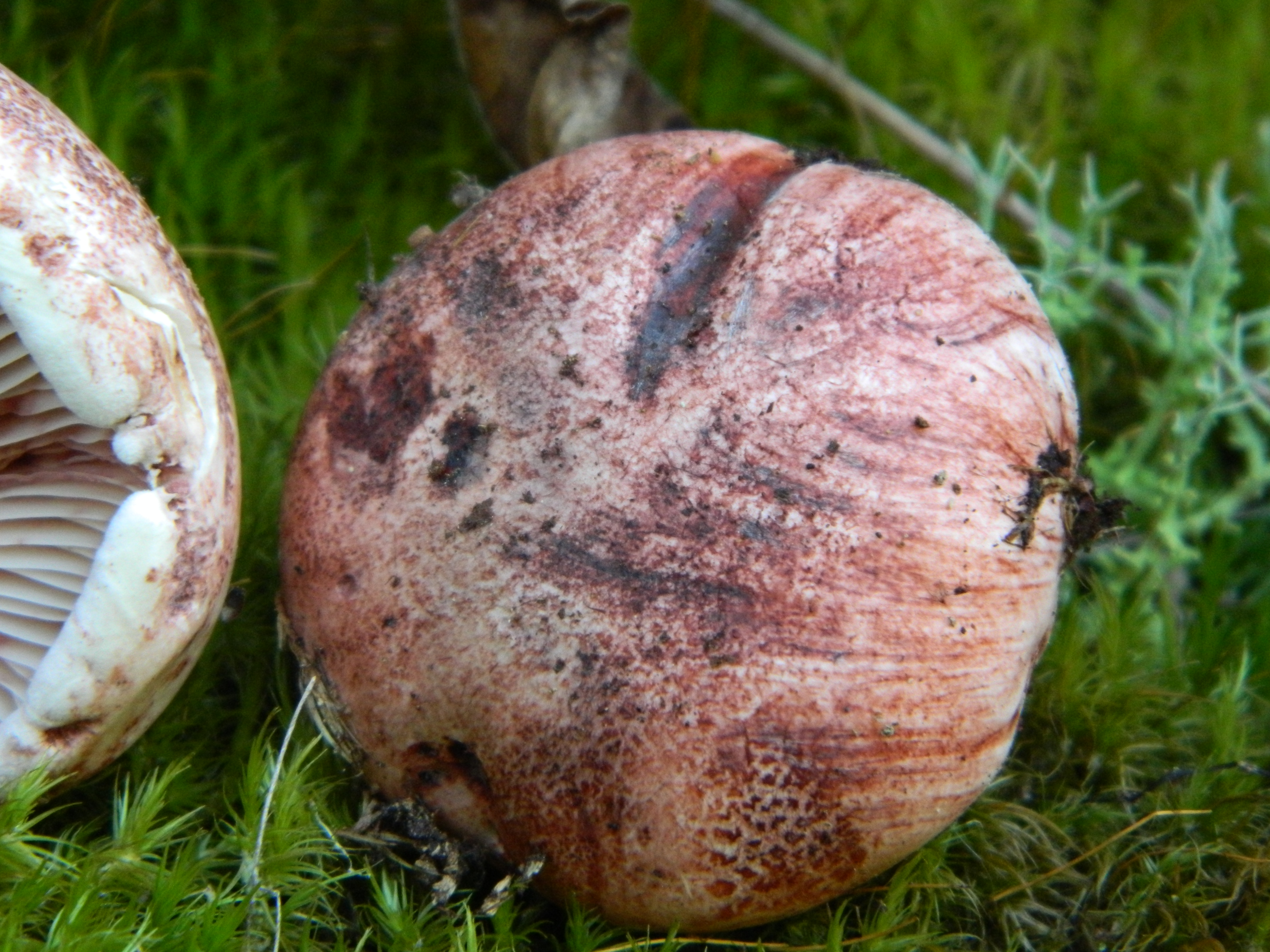
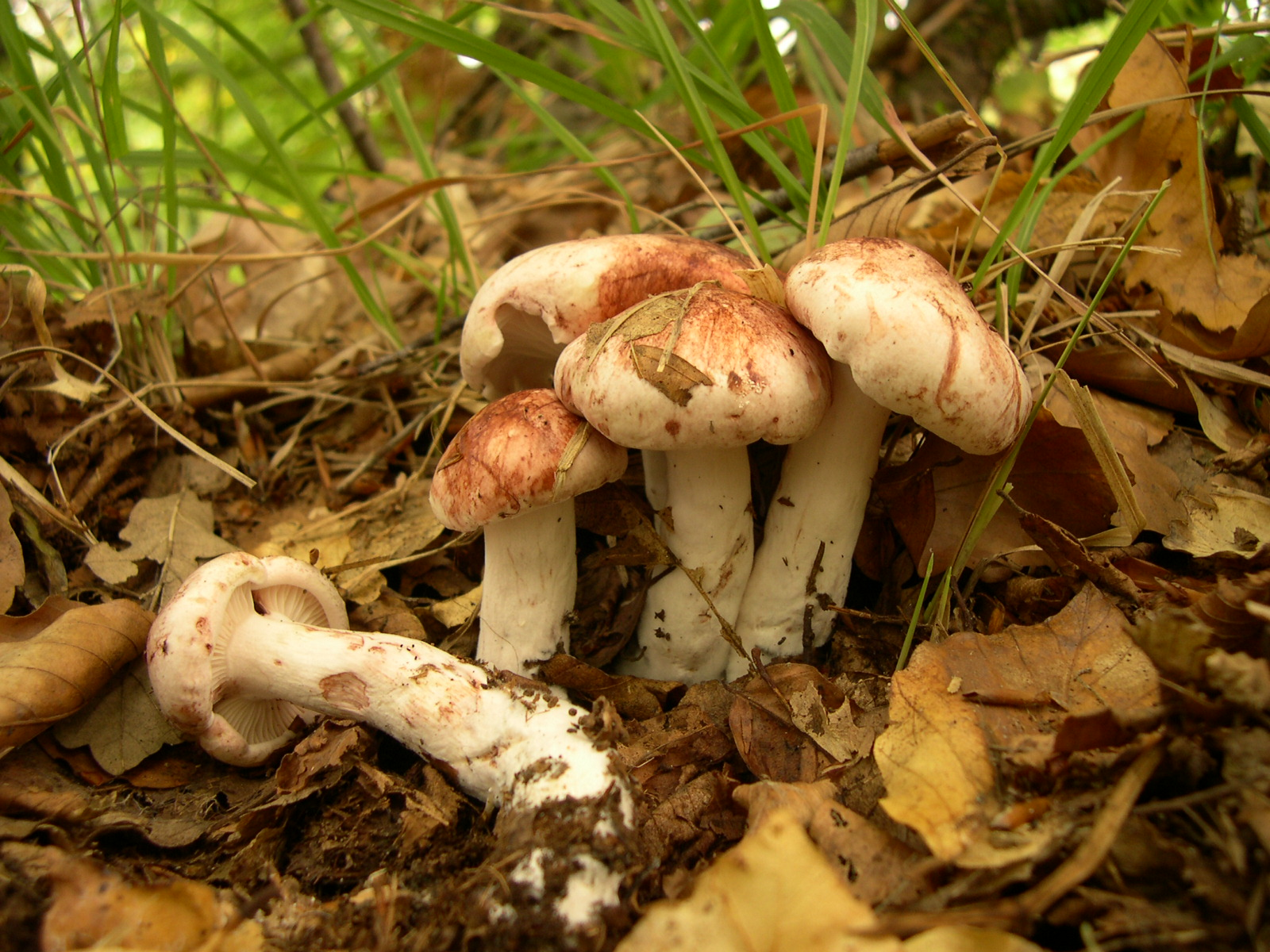